# Villa il Cerretino

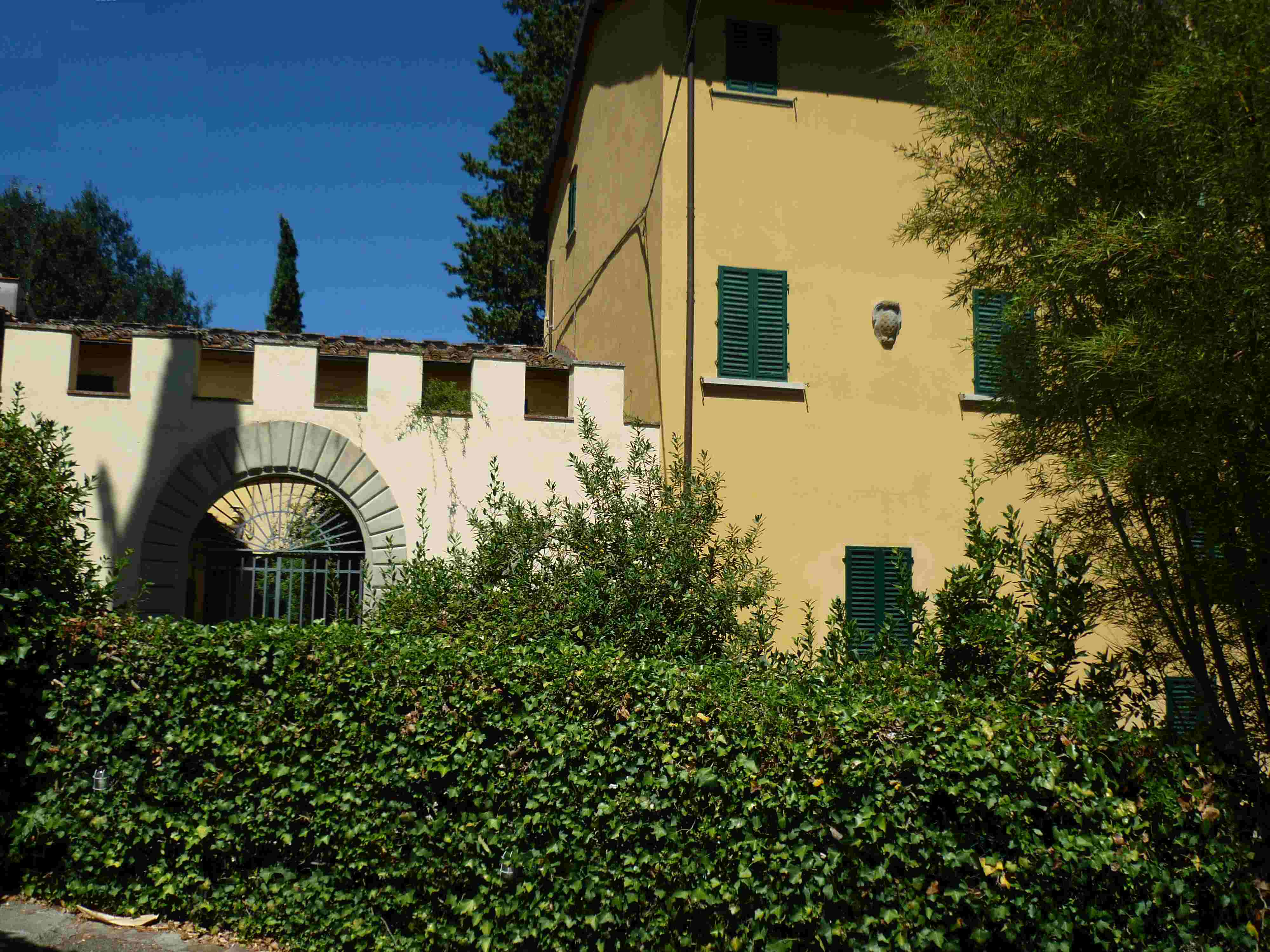
Villa Il Cerretino

La Villa il Cerretino si trova in Via di Colline nel Comune di Impruneta.

## Storia e descrizione
Le origini della Villa Il Cerretino (già il Cerreto) risalgono al tredicesimo secolo quando già esisteva un antico fortilizio sul crinale prospiciente il Castello di Montauto (secolo X) al confine tra l’antico popolo di S. Maria a Montauto e quello di S. Lorenzo a Colline.  Tuttora oggi mantiene la struttura a casa-torre tipica di quel periodo. Giacomino di Guccio la cedette a Poggio Bracciolini nel 1453. Questi, letterato e famoso umanista di Terranova si fece strada nella cancelleria papale fino a raggiungere, circa nel 1410, la carica di secretarius domesticus, ossia segretario personale, dell'antipapa Giovanni XXIII, eletto al Concilio di Pisa. Fu poi segretario anche dei successori Eugenio IV e Niccolò V, fino al 1453;  al suo rientro a Firenze acquistò la Villa insieme ai poderi circostanti. Rietrato a Firenze, presso i Medici  dedicò gli ultimi suoi anni alla scrittura della storia di questa città, dove morì il 30 ottobre 1459.  Nel 1436, all'età di cinquantasei anni, Poggio Bracciolini si era sposato con la diciottenne Vaggia Buondelmonti (nata Selvaggia di Ghino Buondelmonti), appartenente a una famiglia della nobiltà feudale fiorentina. Vaggia gli diede sei figli: cinque maschi (Pietro Paolo, Giovanni Battista, Jacopo, Giovanni Francesco e Filippo) e una femmina (Lucrezia). Tutti i maschi intrapresero la carriera ecclesiastica ad eccezione di Jacopo (1442-1478), che entrò insieme al fratello Giovanni Battista in possesso dei bei paterni nel 1467. Questi intraprese intorno al 1470 ingenti lavori di restauro e trasformazione della Villa per mano del capomastro Giovanni Ciaini. Jacopo, dopo esser divenuto anch'egli un insigne studioso, letterato ed amico di Marsilio Ficino, membro dell’Accademia Platonica, non seppe però amministrare con abilità l’eredità paterna, fino a trovarsi in gravi ristrettezze economiche, pur essendo stato molto legato all’ambiente mediceo e laurenziano. Dopo esserne stato precettore divenne in seguito segretario del cardinale Raffaele Riario e in tale qualità fu coinvolto nella congiura dei Pazzi. Fu catturato e quindi impiccato a Firenze il 26 aprile 1478 (A. Poliziano, Coniurationis commentarium). Dopo la sua morte gli eredi cedettero la Villa nel 1498 a Lorenzo Ciaini, figlio di Giovanni, che possedeva già alcune case e poderi nella zona. I Ciaini erano una famiglia che aveva accumulato grandi ricchezze nel commercio prima, come banchieri associati al Banco dei Ginori ed infine possessori di un proprio banco. La famiglia si era arricchìta grazie all'abilità economica di Bastiano Ciaini (1488-1552) che volle affermare la sua ascesa sociale con varie acquisizioni immobiliari. Nel 1543, infatti venne in possesso di alcuni poderi compreso il vecchio Castello di Montauto dai Banchi e di alcuni edifici a Firenze nella Via de’ Servi (Quartiere di San Giovanni) dove già esistevano alcune antiche case con orto (una di queste dei Buonaccorsi). Dette quindi incarico a Domenico di Baccio d’Agnolo (1511- ante1568) uno dei più valenti architetti del tempo di innalzarvi un imponente palazzo dalle eleganti forme rinascimentali e di ampliare il Castello di Montauto, dove alcuni anni prima aveva lavorato suo zio Giovanni, ampliamento che non era stato mai ultimato dai Banchi. Lo splendore di questa famiglia fu però di breve durata, perché nel 1572 fu coinvolta in un fallimento perdendo tutte le fortune accumulate insieme al palazzo di Via de’ Servi ed Il Castello di Montauto.
La Villa Il Cerretino passò poi a Giovanni di Francesco Dini e nei primi anni del secolo successivo passò a Gio. Maria Lori o Dori. Nel 1559 fu acquistata dalla famiglia Nacci o Di Naccio. Pervenne poi, nel 1570, a Tommaso di Domenico Pitti che la ingrandì e le detto l’aspetto attuale. Sua Figlia Benedetta di Tommaso Pitti la portò in dote a Giulio dello Scappella, che la vendette a Francesco Papi nel 1607 che a sua volta la vendé a Girolamo Casini nel 1614.
Nel 1625 passò poi a Paolo Grazzi, nel 1635 a Pasquino Franchi, nel 1652 ad Alessandro Lapi; poi tornò ai Franchi che la rivenderono nel 1654 a Gio. Batta Gualberti. Nel 1682 Lorenzo Sequi la rivendé a Ottaviano Giorgi. Successivamente passò ai Cianfogni nel 1725 e quindi ai Ceccherelli.
Nella seconda metà dell'Ottocento i nuovi proprietari Maracchi provvidero ad un ingente restauro. Probabilmente risale a quest'epoca il rifacimento di alcuni pavimenti mentre le decorazioni dei soffitti a cassettoni con colori tenui e motivi floreali risalgono alla fine del settecento.
La Villa conserva l’aspetto cinquecentesco che le conferiscono la loggia sotto il tetto, l’arco d’accesso alla corte decorato con bozze in pietra e lo stemma in pietra serena della famiglia Pitti sulla facciata.  Sono tuttora visibili alcuni frammenti di affreschi cinquecenteschi nel sala al piano terra.